# Lamadrid
Lamadrid è un comune del Messico, situato nello stato di Coahuila.